# Thập niên 140 TCN
Thập niên 140 TCN hay thập kỷ 140 TCN chỉ đến những năm từ 140 TCN đến 149 TCN.